# Филоненко, Михаил Фёдорович

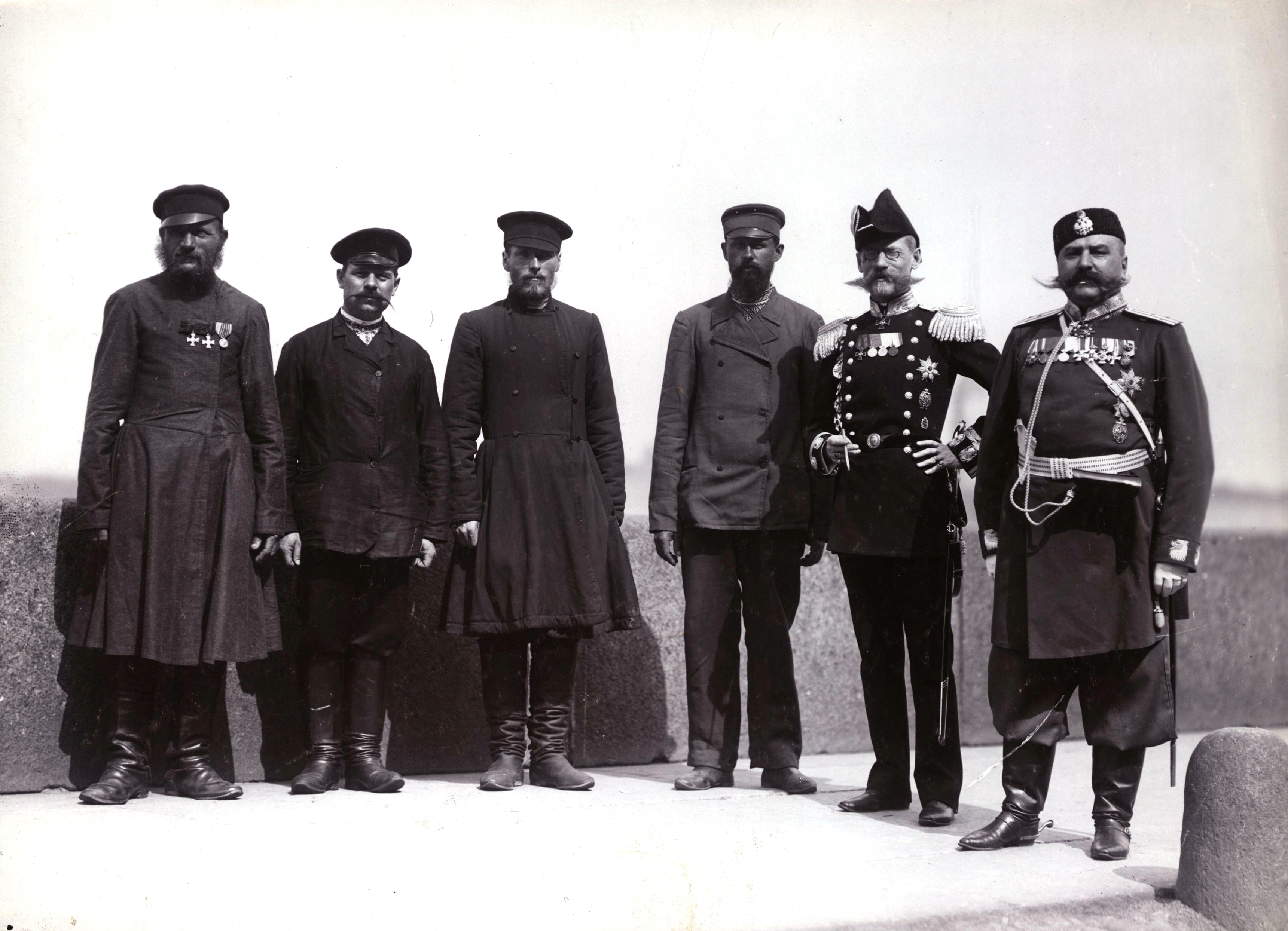
Крестьянские депутаты Первой государственной Думы И. П. Кириленко, С. И. Готовчиц, М. М. Круткин, М. Ф. Филоненко позируют фотографу Карлу Булле вместе с петербургскими жандармами.

Михаил Федорович Филоненко (1869 — ?) — крестьянин, депутат Государственной думы I созыва от Киевской губернии.

## Биография
По национальности украинец («малоросс»). Крестьянин из села Крылов Чигиринского уезда Киевской губернии. Учился в одноклассной школе, но её не кончил. Занимался самообразованием. Плотник и мелкий подрядчик. Помощник регента в Церковном хоре Успенской церкви в городе Новогеоргиевске. Противник национализации земли. Хлебопашец, владел наделом площадью 2,5 десятины. На выборах прошёл при поддержке партии народной свободы, так как по политическим воззрениям стоял близко к ней.

М. Ф. Филоненко, 1906

22 апреля 1906 избран в Государственную думу I созыва от съезда городских избирателей. Вошёл в состав Конституционно-демократической фракции. Входил в Украинскую громаду, поддерживал идею автономии Украины. Активно в работе Государственной думы не участвовал.
Дальнейшая судьба и дата смерти неизвестны.

### Рекомендованные источники
- Российский государственный исторический архив. Фонд 1278. Опись 1 (1-й созыв). Дело 122. Лист 21 оборот; Фонд 1327. Опись 1. 1905 год. Дело 141. Лист 76.